# Gyronde
Gyronde – duży potok we francuskich Alpach Delfinackich, w departamencie Alpy Wysokie (fr. Hautes-Alpes), prawobrzeżny dopływ Durance. Jest klasycznym przykładem toku wodnego posiadającego reżim lodowcowy.
Płynie we wschodniej części grupy górskiej Écrins. Powstaje na wysokości 1148 m n.p.m., tuż poniżej miejscowości Vallouise, z połączenia dwóch potoków: la Gyr płynącej z północy oraz l’Onde, płynącej z zachodu. La Gyr powstaje z potoku St. Pierre, tworzonego przez wody roztopowe dwóch wielkich lodowców ramujących najwyższy szczyt grupy – Barre des Écrins, tj. Białego i Czarnego Lodowca oraz z jego prawobrzeżnego dopływu, potoku Celse Nière, rodzącego się na wschodnich stokach  Ailefroide i południowych Mont Pelvoux. L’Onde tworzy torrent (potok) de la Selle, spływający spod Pic da la Cavale (2983 m n.p.m.) i jego lewobrzeżny dopływ, torrent des Bans, spływający z południowo-wschodnich zerw Les Bans.
Gyronde spływa w kierunku południowo-wschodnim i na wysokości ok. 1020 m n.p.m., tuż powyżej miejscowości l’Argentière-la-Bessée, uchodzi do Durance. Jej długość od Vallouise do Argentière-la-Bessée wynosi ok. 8 km. La Gyr ma długość ok. 15,5 km, a l’Onde ok. 13 km.